# عرشونه
عرشونه (به عربی: عرشونة) یک روستا در سوریه است که در ناحیه بری شرقی واقع شده‌است. عرشونه ۸۶۵ نفر جمعیت دارد.